# San Giorgio a Cremano
San Giorgio a Cremano è un comune italiano di 41 613 abitanti della città metropolitana di Napoli in Campania. 
Le sue numerose ville vesuviane settecentesche sono parte integrante del Miglio d'oro, il tratto di strada attraversante la città di San Giorgio fino a Torre Annunziata. Ai confini con il comune di Napoli e Portici si trova il Museo Nazionale Ferroviario di Pietrarsa.

## Geografia fisica
Situato tra le falde del Vesuvio e il mare, è ormai parte integrante dell'agglomerato urbano della città di Napoli ed è collegato a questa mediante la rete Trenitalia Ferrovia Napoli-Salerno e la ferrovia Circumvesuviana. È generalmente divisa dagli abitanti in due parti: San Giorgio Alta e San Giorgio Bassa. La zona di San Giorgio Bassa comprende il municipio e la Chiesa della Regina dei Gigli, nonché le piazze Troisi e Municipio; mentre la parte Alta comprende Piazza Giordano Bruno, via Manzoni e la chiesa Santa Maria dell'Aiuto

## Origini del nome
Per quanto riguarda il nome della città, il primo è stabile nel tempo e indica il santo tutelare scelto dalla comunità, mentre il secondo farebbe riferimento a "cremato" in riferimento a eruzioni vulcaniche che avrebbero appunto cremato parte dei territori comunali.
Il nome fa riferimento alla forte venerazione per San Giorgio che secondo la tradizione salvò, alla fine del X secolo, gli abitanti dall'eruzione del Vesuvio. Attestato fin dalle origini, non si è mai modificato, eccetto che nella parlata popolare in Santo Iorio. Ciò è dipeso dalla tendenza del dialetto napoletano a trasformare la g palatale in i (genero in iennero). I Sangiorgesi scelsero un santo che avesse fama di combattente, che aiutasse contro le insidie dei nemici e di eventi naturali. Per questo scelsero San Giorgio, che già a Napoli era conosciuto presso i poveri e i contadini. È anche vero che la chiesa di Forcella San Severo nel IX secolo veniva anche detta di S. Giorgio e questa chiesa aveva molti possedimenti nella zona vesuviana e sul territorio che poi diede origini al paese.
Recentemente Giuseppe Improta ha avanzato l'ipotesi che il culto di san Giorgio sia ben più antico del X secolo e risalirebbe all'epoca longobarda; insieme a San Martino, cui è dedicata una cappella, sarebbe testimonianza della presenza di santi di origine gallica nel territorio.

### Cremano
Il termine Cremano non è un antico toponimo indicante una località compresa fra Portici e San Giorgio.
Ragion per cui è erroneo far discendere il nome della città come vorrebbe qualcuno da San Giorgio nei pressi di Cremano. Tuttavia il termine Cremano ha subito trasformazioni sostanziali nel corso dei secoli.  Tuttavia sull'etimologia del termine Cremano non vi è accordo.
Un recente studio ha dimostrato che 'Cremano' è un toponimo prediale, in altre parole deriverebbe dal nome di un antico proprietario terriero di nome 'Cambrianus' attestato in quella zona.

## Storia

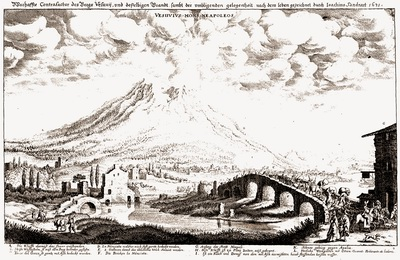
L'eruzione del Vesuvio del 1631

Secondo diversi studiosi, tra cui Giovanni Alagi, le numerose eruzioni del Vesuvio, che si susseguirono a partire da quella del 79, resero il territorio su cui si stendono San Giorgio a Cremano e i comuni limitrofi sostanzialmente disabitato fino alla fine del IX secolo. Tali territori erano genericamente denominati Foris Flubeum, ad indicare che erano separati da Napoli dal corso dell'antico fiume Sebeto.
Giuseppe Improta, sulla base di documentazione in curialesca napoletana e delle evidenze emerse dagli scavi archeologici, ha dimostrato che l'area era ancora popolata in epoca tardoromana, dunque tra il II ed il IX secolo d.C., persistettero insediamenti, benché demograficamente molto modesti.
Infatti, ancora intorno all'anno 877, il Duca di Napoli Sergio II tollerava disinvoltamente che la zona costiera a poche miglia dalle mura di Napoli, fra le attuali città di San Giorgio e Portici, fosse occupata da saraceni, con i quali aveva anzi stretto un'alleanza in chiave anti-longobarda, esigendo in cambio una gabella sui saccheggi. La stessa politica fu seguita dal suo successore e fratello, il Vescovo-duca Atanasio II, che si serviva degli stessi saraceni come mercenari perché conducessero da lì vere e proprie azioni militari contro i suoi nemici longobardi e franchi (Capua, Salerno, Benevento e Spoleto).
Solo nell'anno 882, quando Atanasio (contro il quale nel frattempo gli stessi mercenari si erano rivoltati) riuscì a cacciare i saraceni dalle falde del Vesuvio, con la stabilizzazione politica del ducato di Napoli, poté cominciare l'opera di bonifica sistematica del territorio a opera dei primi coloni. La costituzione di un primo nucleo abitativo stabile può però essere fatta risalire solo al 993, quando nella zona detta Capitiniano (pressappoco l'attuale cimitero) fu edificata una piccola cappella votiva consacrata a San Giorgio. Finalmente, alla fine del sec. XI fu edificata nello stesso luogo una chiesa, attorno alla quale si sviluppò un primo Casale con il nome di San Giorgio a Capitiniano.
Con il passare del tempo il Casale cominciò a svilupparsi verso il mare nella zona detta Cramano, tanto da cambiare nome in San Giorgio a Cramano, come attestato nel 1334. Si vennero a creare così due nuclei abitativi, il quartiere di sopra e quello di bascio, che intanto aveva assorbito l'antico casale di S.Aniello a Cambrano. Il centro cittadino rimase però la parte alta, dove nel frattempo la chiesa di San Giorgio Vecchio prendeva l'aspetto attuale a tre navate in stile gotico.
Solo nel 1570, con l'edificazione della chiesa di Santa Maria del Principio, la vita religiosa del Casale, e con essa quella cittadina, si sposta nella parte bassa.
Tuttavia, la violenta eruzione del 1631 colpisce duramente San Giorgio, distruggendo il centro cittadino, la chiesa di Santa Maria del Principio e i documenti storici in essa custoditi.
Solo poche costruzioni furono risparmiate, come la stessa chiesa di San Giorgio Vecchio e la cosiddetta Torre Ummarino.
Nel 1670 viene ricostruita la chiesa di S. Maria del Principio, sulle rovine della precedente e il Casale cominciò nuovamente a ripopolarsi.
La città conobbe un periodo florido sotto il dominio spagnolo e ancor più sotto i Borbone, grazie alle iniziative promosse da Carlo III, che diede impulso alle attività economiche dell'intera area vesuviana. Fu in quel periodo che la città divenne luogo di villeggiatura di famiglie nobili napoletane, come testimoniano le numerose ville settecentesche.

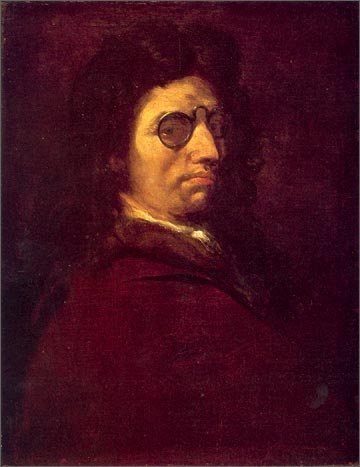
Luca Giordano

Molto importante fu la presenza nel paese del pittore Luca Giordano, specialmente per la cappella di S. Maria del Carmine al Pittore, che egli fece costruire verso la fine del secolo XVII e che alla fine del secolo divenne rettoria e fu un notevole centro di aggregazione della popolazione contadina della zona circostante. Luca Giordano morì all'inizio del secolo in cui sarebbero sorte le famose ville settecentesche, e non ebbe il tempo, quindi, di adeguarsi ai modelli del tempo.
La "casa del Giordano" è inclusa nell'elenco delle ville vesuviane con la denominazione di Villa Marulli al viale Bernabò di San Giorgio a Cremano.
I successivi moti indipendentisti ispirati dalla rivoluzione francese trovarono non poca resistenza nella città, devota alla monarchia borbonica. Tuttavia la città divenne Repubblica Paesana nel 1799. La Carboneria, che da lì a poco sarebbe nata, trovò i primi iscritti anche in questa città che, in tal modo, contribuì ai moti del 1820. Dopo l'unità d'Italia San Giorgio a Cremano subì un periodo di decadenza, pur restando un apprezzato e ricercato luogo di villeggiatura.
Allo studio e alla ricostruzione delle vicende storiche e culturali della città si è a lungo dedicato il sacerdote Giovanni Alagi. coadiuvato a suo tempo da Giovanni Coppola, anch'egli sacerdote e cultore di studi storici.
In epoca borbonica qualche funzionario scelse San Giorgio come cittadina a buon mercato dove costruirvi una propria dimora per godere in qualche stagione dell'anno di un po' di fresco e silenzio che questi luoghi anticamente offrivano.
All'inizio degli anni Settanta l'Ufficio Commercio del Comune di San Giorgio a Cremano registrava la presenza di 58 aziende tessili.
Micro-imprese, dove abili mani confezionavano ogni giorno migliaia di camicie destinate al mercato italiano e a quello estero.
È il retaggio di un'antica tradizione che risale alla metà del Settecento, quando le seterie della zona si erano specializzate nella produzione di camicie, da giorno e da notte, allo scopo di soddisfare le richieste dei nobili più alla moda.

### Simboli
Lo stemma comunale e il gonfalone sono stati concessi con decreto del presidente della Repubblica del 2 gennaio 1993.
Il gonfalone è un drappo di azzurro.

## Monumenti e luoghi d'interesse

### Architetture religiose

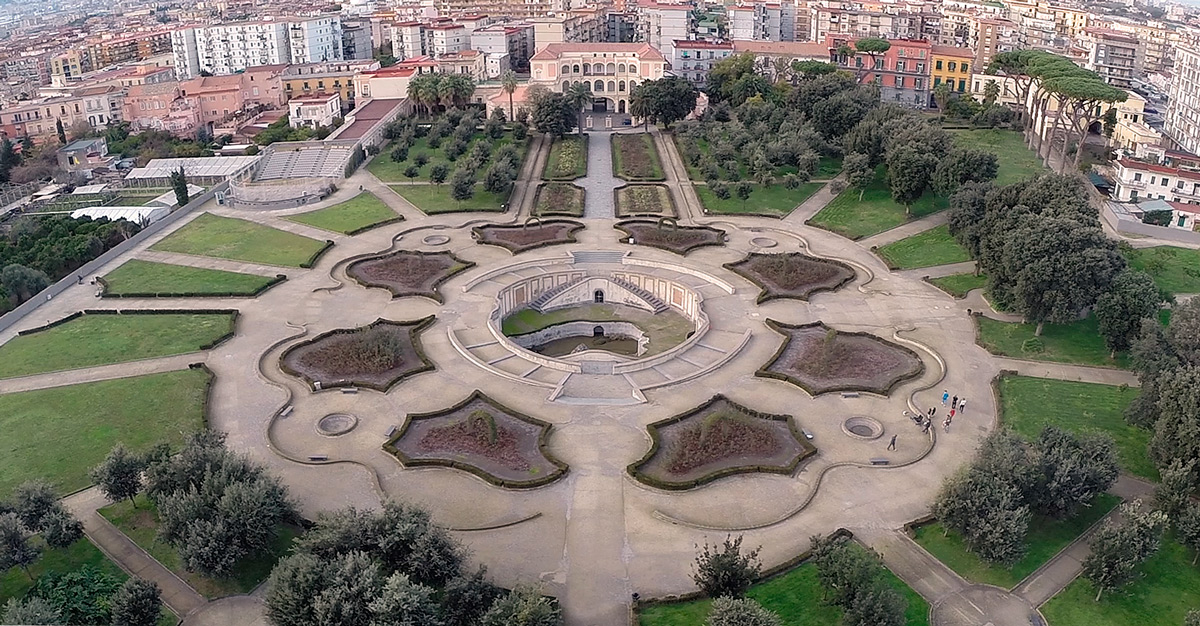
Veduta di Villa Vannucchi e della città

- Villa BrunoChiesa di San Giorgio Vecchio

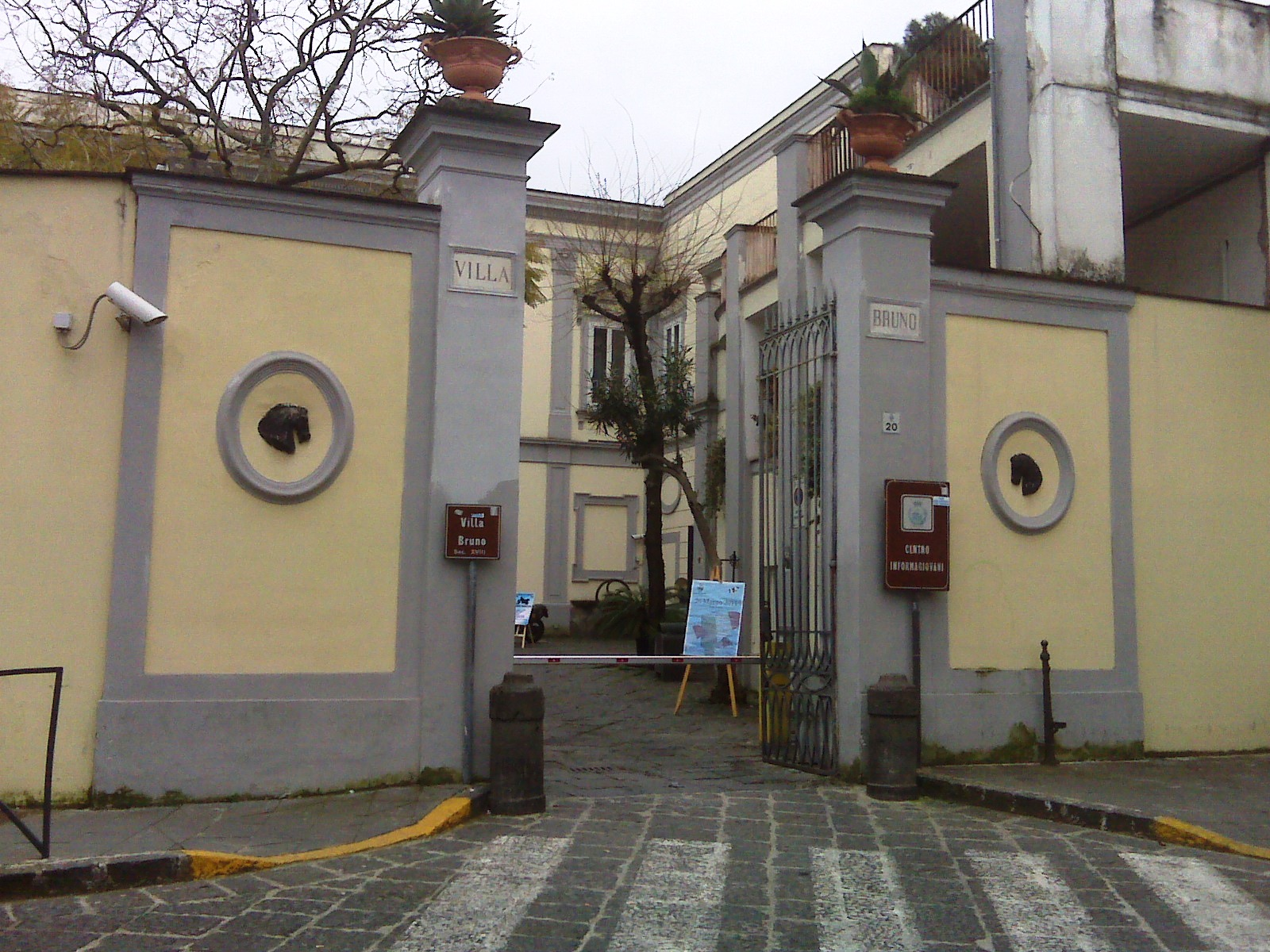
Villa Bruno

- Chiesa di Santa Maria del Principio
- Chiesa di Sant'Anna
- Chiesa di Sant'Antonio da Padova
- Tempio Regina dei Gigli
- Chiesa di Santa Maria dell'Aiuto.[9]
- Cappella di Santa Maria delle Grazie dei Montaldo di Fragneto
- Cappella di Santa Maria di Porto Salvo
- Cappella di Sant'Aniello
- Cappella di Santa Maria delle Grazie dei Gambone

### Architetture civili
San Giorgio a Cremano è rinomata soprattutto per le sue ville, appartenenti al cosiddetto Miglio d'oro; esso era infatti meta ambita per via di un ambiente piuttosto rustico, ameno e salubre, che favorì l'edificazione di numerose ville nella zona, che rimaneva tra le predilette dai nobili napoletani soprattutto per la vicinanza con la residenza estiva del re, ovvero Portici. Tra le ville sangiorgesi più importanti si ricordano:
- Villa Amirante: situata nel tratto centrale di Via Cavalli di Bronzo si affaccia sui giardini di Villa Vannucchi; la costruzione deve il suo nome alla famiglia che la possedette. La costruzione consta di un corpo centrale e di un giardino alle sue spalle con una cappella votiva che riprende l'aspetto di una grotta.
- Villa Bruno: è uno dei principali punti di interesse della città. Denominata anche "Palazzo della cultura Vesuviana", nella villa vengono organizzati numerosi eventi, manifestazioni e concerti, oltre al "premio Troisi", dedicato ai giovani comici. L'edificio si sviluppa in un corpo unico separato dalla strada da un muro di recinzione e da un cancello realizzato in ferro battuto. Ai lati del cancello sono collocati due medaglioni, recanti le teste di due cavalli di bronzo, in memoria delle due statue equestri realizzate da Antonio Canova, esposte in Piazza del Plebiscito e raffiguranti i due regnanti Ferdinando I delle Due Sicilie e suo padre Carlo III di Spagna, la cui fusione avvenne all'interno delle Fonderie Righetti, ospitate nei locali della villa dal 1816. In questo edificio fu anche fusa la statua di Pulcinella che adorna l'atrio del palazzo.

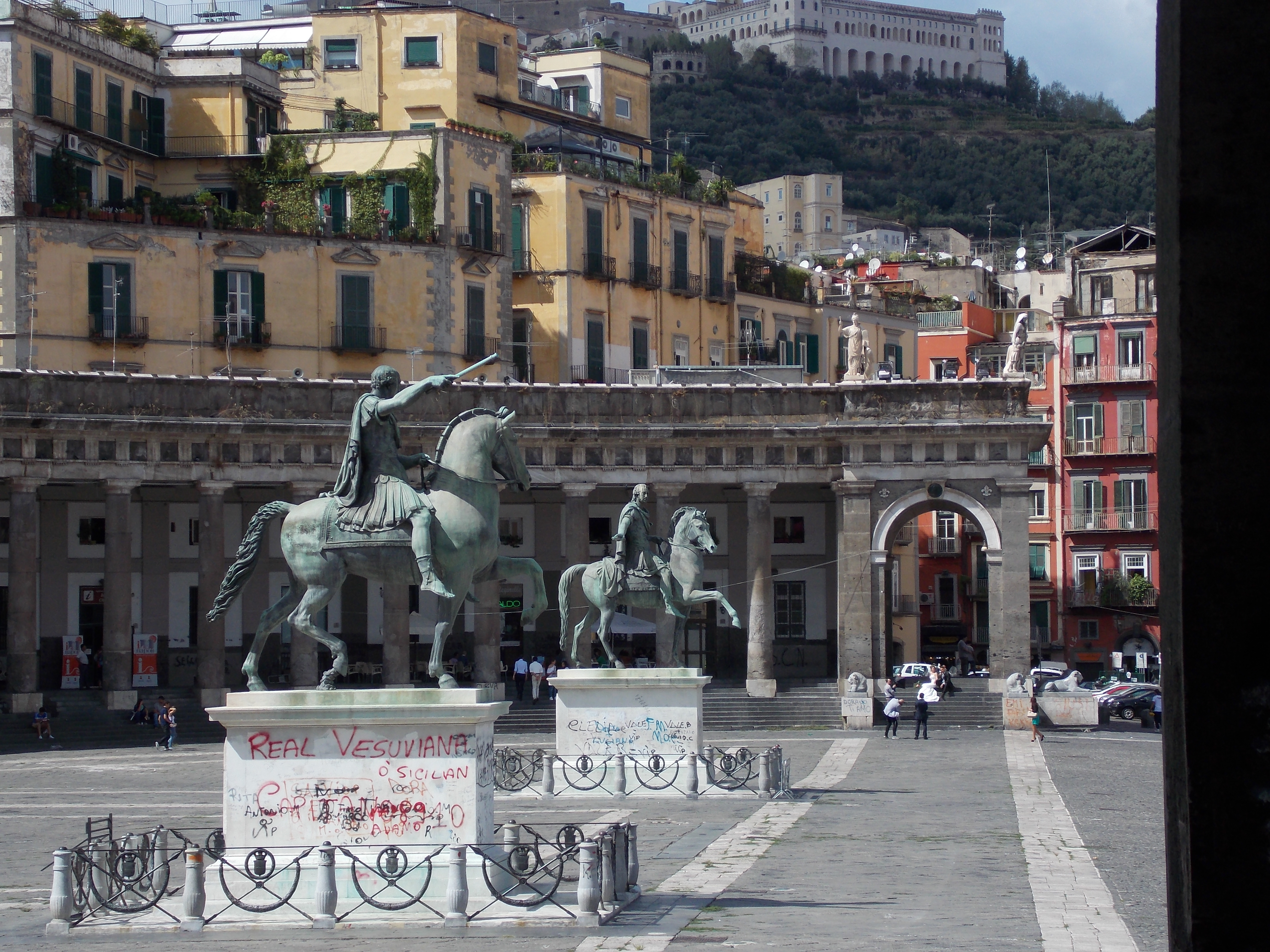
Le due statue equestri di Carlo III e Ferdinando I realizzate a San Giorgio

- Villa Cosenza: Di proprietà dei Cosenza, l'edificio resta collegato a Villa Vannucchi, famiglia in origine proprietaria anche di Villa Cosenza.
- Villa Tanucci: apparteneva al nobile toscano Bernardo Tanucci, che durante il governo di Ferdinando I delle Due Sicilie, assunse un ruolo chiave nel governo borbonico.
- Villa Vannucchi: si tratta di una delle più imponenti ville vesuviane del Miglio d'oro, caratterizzata soprattutto da un imponente giardino; fu punto di riferimento mondano per la nobiltà napoletana dell'Ottocento.
- Villa Tufarelli
- Villa Bonocore
- Villa Borrelli
- Villa Caracciolo di Forino
- Villa Carafa di Percuoco
- Villa Carsana
- Villa Cerbone
- Villa F. Galante
- Villa G.A. Galante
- Villa Giarrusso e Maria
- Villa Giulia o de Marchi
- Villa Jesu
- Villa Leone
- Villa Lignola
- Villa Marulli
- Villa Marullier
- Villa Menale
- Villa Ocsia
- Villa Olimpia
- Villa Pignatelli di Montecalvo
- Villa Pizzicato
- Villa Righi
- Villa Salvetella
- Villa Sinicropi
- Villa Ummarino
- Villa Zampaglione

### Musei
- Museo Nazionale Ferroviario di Pietrarsa, sito al confine con Napoli e Portici.

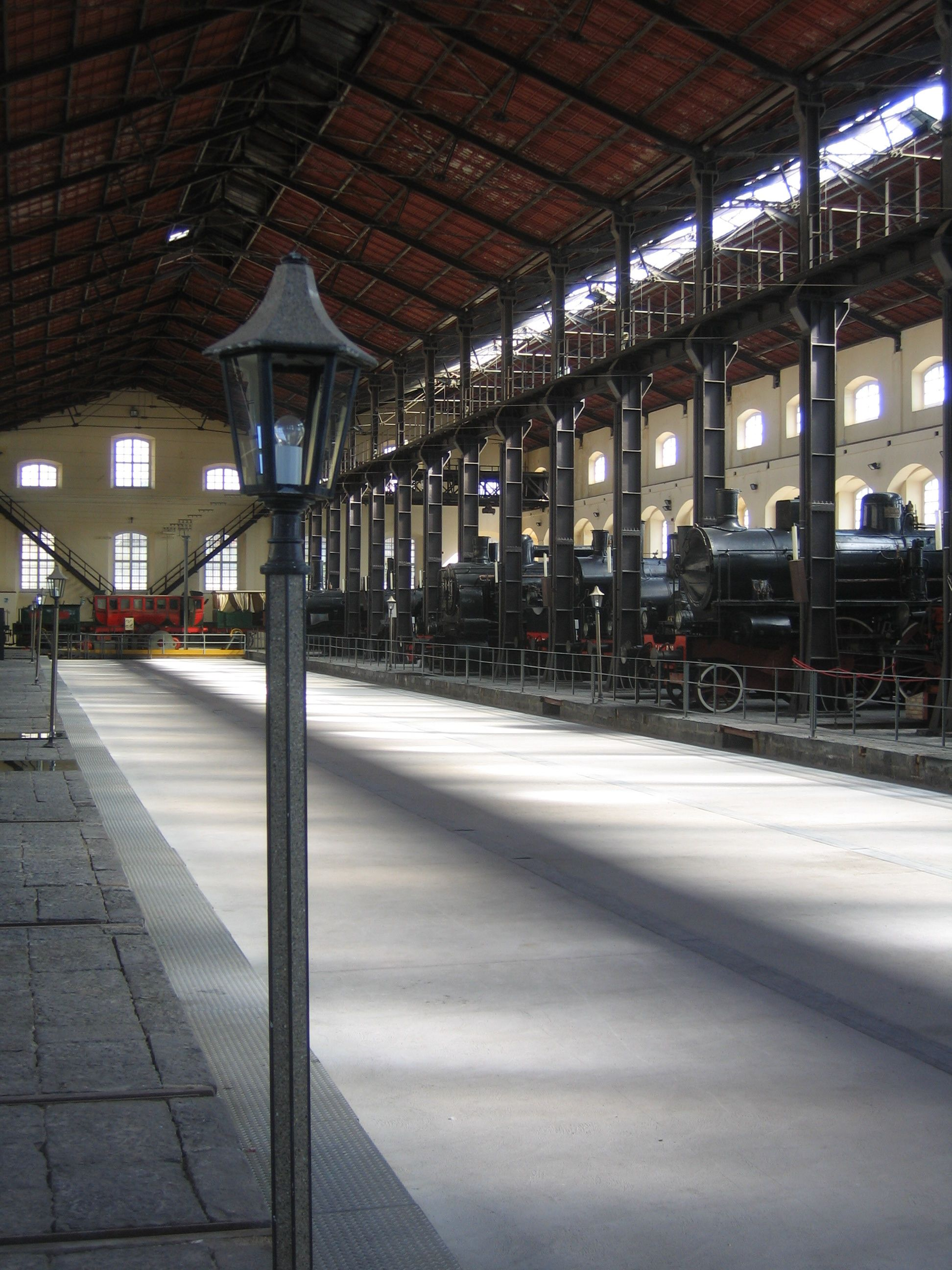
Padiglione principale

### Altri monumenti
- Monumento a Ferdinando II di Borbone, statua in ghisa dello scultore capuano Pasquale Riccia (1852), Museo Nazionale Ferroviario di Pietrarsa
- Pulcinella dello scultore Lello Esposito, bronzo (2011), Villa Bruno

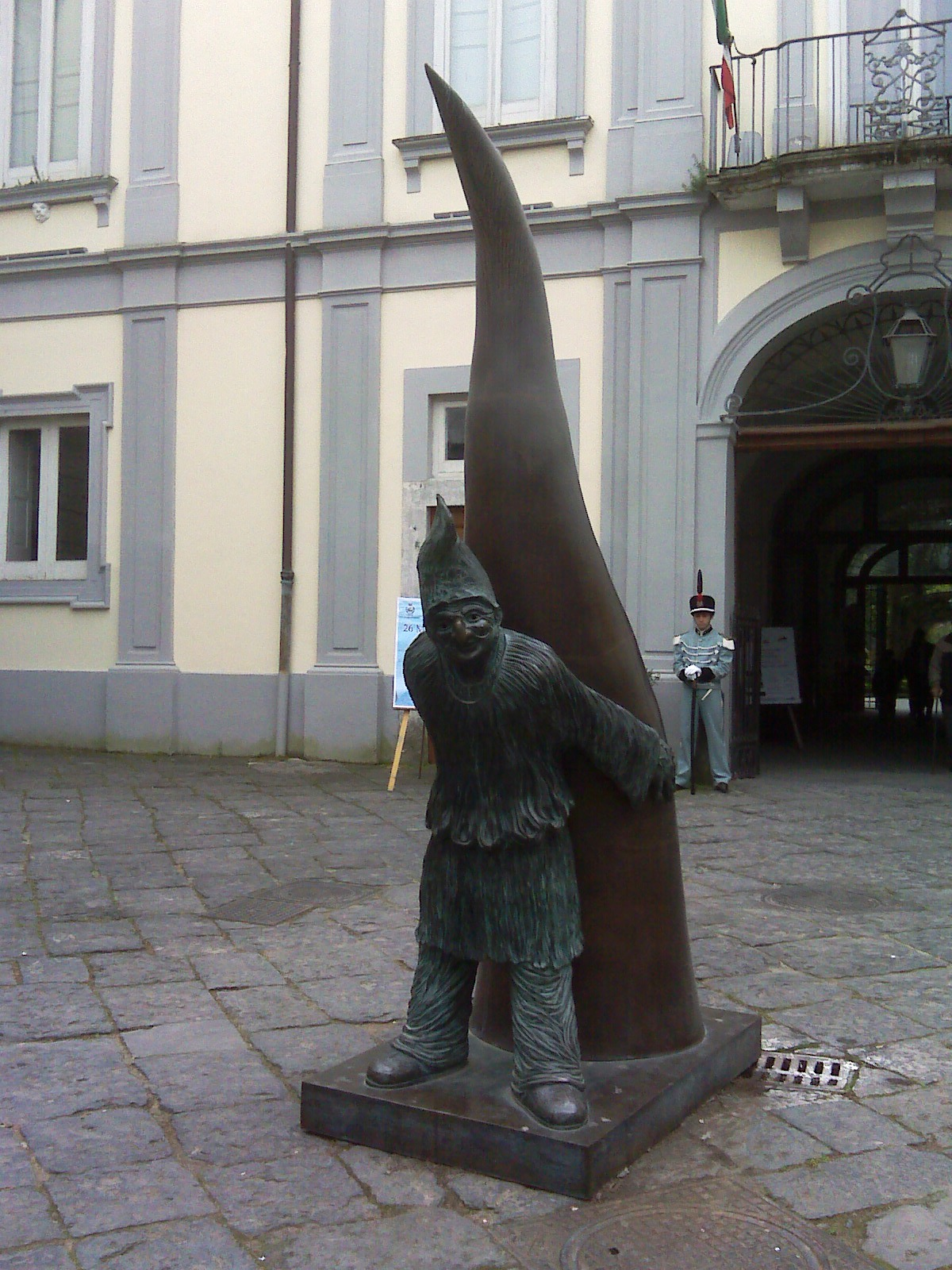
Monumento a Pulcinella nel cortile di Villa Bruno

- Lapide per gli operai uccisi nella Strage di Pietrarsa del 1863, ideata da Umberto Ricciardi (2021)
- Monumento a Massimo Troisi di Carlo Ciavolino, bronzo (2022), piazza Troisi[10]

## Società

### Evoluzione demografica
Abitanti censiti

### Istituzioni, enti e associazioni
- 2º Comando delle Forze Operative di Difesa (2º FOD o COMDOF2), da cui dipendono tutti gli Enti del Comando Militare Sud.

## Cultura

### Feste e tradizioni

#### Processione di San Giorgio
La statua di un santo veniva portata in processione per numerosi motivi: per fecondare il terreno, per allontanare la siccità o alluvioni, per difendere il territorio da alcuni pericoli mortali.
Le origini della processione sono molto antiche. Si pensa che già nel X secolo si facesse una processione portando una statua di legno raffigurante San Giorgio. Non era la statua conservata al Cimitero, perché l'immagine di San Giorgio a cavallo fa la sua comparsa nel Duecento e quella presente al Cimitero risale al Quattrocento mentre la statua a mezzo busto è del Seicento.
Questa prima processione veniva fatta nella località Capitiniano. Era una zona semiselvatica, tortuosa, poco abitata. La statua veniva messa su una base fornita di due stanghe, ornata con fiori, ceri accesi e trasportata a spalle. Il tragitto non era ben delineato, ma veniva modificato a seconda delle richieste e delle necessità dei devoti. La processione non usciva dal territorio di Capitiniano, perché nella parte bassa primeggiava Sant'Aniello.
Quando nel Duecento iniziò la decadenza del casale di Sant'Aniello, il tragitto della processione si allungò e forse si pensò anche a una statua più grande.
Dal 1570, data di costruzione della chiesa di Santa Maria del Principio, la processione partiva da quella chiesa, attraversava le strade comode e raggiungeva sia la parte bassa che quella alta del paese. La statua che veniva portata non risulta fosse quella che si conserva al cimitero. Forse con la nuova chiesa fu creata anche una statua nuova del santo utilizzata magari solo per la processione. Non è pervenuta a noi.
Con i parroci don Donatello Buono e don Gabriele de Luciano la processione si svolgeva probabilmente la domenica dopo il 23 aprile. Quando nel 1631 la chiesa di Santa Maria del Principio fu coperta dalla lava, mentre la chiesa di San Giorgio Vecchio non subì nessun danno, la processione prevedeva anche una sosta breve presso quella chiesa per poi ritornare indietro.
Verso la fine del Seicento il parroco Carlo Borrello da Roma ottenne, dietro insistenza dei sangiorgesi, la concessione per sette anni, rinnovabile, dell'indulgenza plenaria a chi visitasse la chiesa di San Giorgio Vecchio. La processione di quel tempo prevedeva già fuochi d'artificio, musiche, canti, danze popolari, gare di ogni genere, bancarelle con dolciumi e giocattoli.
Nel Settecento la chiesa di Santa Maria del principio ricevette in dono da Emmanuela Caracciolo Pignatelli, duchessa di Montecalvo, una nuova statua di San Giorgio, a mezzo busto, ed è quella che noi veneriamo. Questa statua a poco a poco si ricoprì d'argento, ma dopo i ripetuti furti non fu più rivestita dell'armatura. Essa fu portata in processione al posto di quella utilizzata nel Seicento. Compare alla processione anche il governo della Congrega dell'Immacolata.
Nell'Ottocento, con il parroco don Domenico de Somma, abbiamo notizia della doppia processione di San Giorgio. La prima avveniva nell'ultima domenica di aprile, accompagnata dalla musica, da un distaccamento di cavalleria e alle volte di fanteria. C'era di nuovo la sosta alla chiesa di San Giorgio Vecchio per una settimana intera per la venerazione di tutti. Poi nella prima domenica di maggio la statua veniva portata in parrocchia. Fa anche la sua comparsa il carro sul quale venivano posti dei ragazzi vestiti da angioletti che cantavano le lodi al santo accompagnati dal suono di alcuni strumenti musicali. Questo carro era trainato da quattro cavalli e girava sia nella domenica precedente al 23 aprile per distribuire i premi agli abitanti dei paesi confinanti e sia il giorno 23 aprile per i sangiorgesi. Questa usanza fu abbandonata nel 1867.

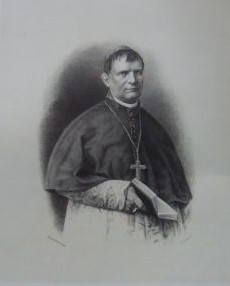
Il cardinale Sisto Riario Sforza

Durante l'eruzione del 1º e 6 maggio 1855, al tempo del parroco don Domenico Baldari, la lava si fermò ai confini di San Giorgio a Cremano nei giorni 12 0 13 maggio. Gli abitanti invocarono molto San Giorgio e l'Immacolata e promisero che se la lava si fermava avrebbero portate le due statue lì dove la lava si era fermata. Così avvenne. Il 20 maggio 1855 dalla parrocchia Santa Maria del Principio partì la processione con la presenza del cardinale di Napoli Sisto Riario Sforza. Seguivano la processione anche la Congrega dell'Immacolata e San Raffaele. In questa occasione, per la prima volta, venne portata anche la statua dell'Immacolata. Questo avvenne anche per le eruzioni del 1868 e del 1872.
Alla fine del 1800, con il parroco don Francesco Pannico, si svolgevano tre processioni, tutte nel mese di maggio perché c'erano più villeggianti. Non si teneva più quella dell'ultima domenica di aprile che era stata la prima e originaria processione di San Giorgio.
Le processioni si svolgevano la mattina della prima e seconda domenica di maggio, mentre quella della quarta domenica di maggio avveniva di pomeriggio portando le statue di San Giorgio e dell'Immacolata verso San Sebastiano al Vesuvio, nel luogo dove si era arrestata la lava del 26 aprile del 1872. La processione fu detta "della lava".
All'inizio del Novecento il parroco Pannico volle imitare la processione di San Gennaro che ancora, tra aprile e maggio, viene realizzata portando circa 50 statue di altri santi venerati a Napoli. Anche a San Giorgio a Cremano nelle processioni della prima e seconda domenica di maggio vennero portate statue di santi prelevate dalla parrocchia e dalle case private. In tutto erano 19 statue.
La processione era così ordinata: banda musicale, congrega di San Raffaele con stendardo e pannetto, altra banda musicale, le statue di altri santi con San Michele in testa e per ultima San Giuseppe, il parroco e altri sacerdoti e subito la statua di San Giorgio. Alla processione della quarta domenica di maggio non partecipavano le altre statue.
Nel mese di marzo del 1944 al tempo del parroco don Giorgio Tarallo, si ebbe una nuova eruzione e il 22 marzo 1944 furono portate le due statue dove la lava si fermò. Si ritornava poi lì ogni 10 anni.
Nel 1953 venne abolita la processione delle statue mentre rimasero le tre processioni.
Nel 1968 al tempo del parroco don Francesco Sannino le due processioni della prima e seconda domenica di maggio furono ridotte ad una e poi quella della quarta domenica di maggio.
Nel 1972 con il parroco Don Pasquale Ascione rimase solo quella della quarta domenica di maggio detta della lava e si ferma nella zona contrada Patacca. Probabilmente avrà una data fissa e sarà celebrata nella terza domenica di maggio.

Massimo Troisi alla Mostra del Cinema di Venezia, 1989

Ogni anno la città organizza il Premio Massimo Troisi, prestigioso osservatorio sulla comicità, giunto nel 2021 alla XX edizione.

## Infrastrutture e trasporti

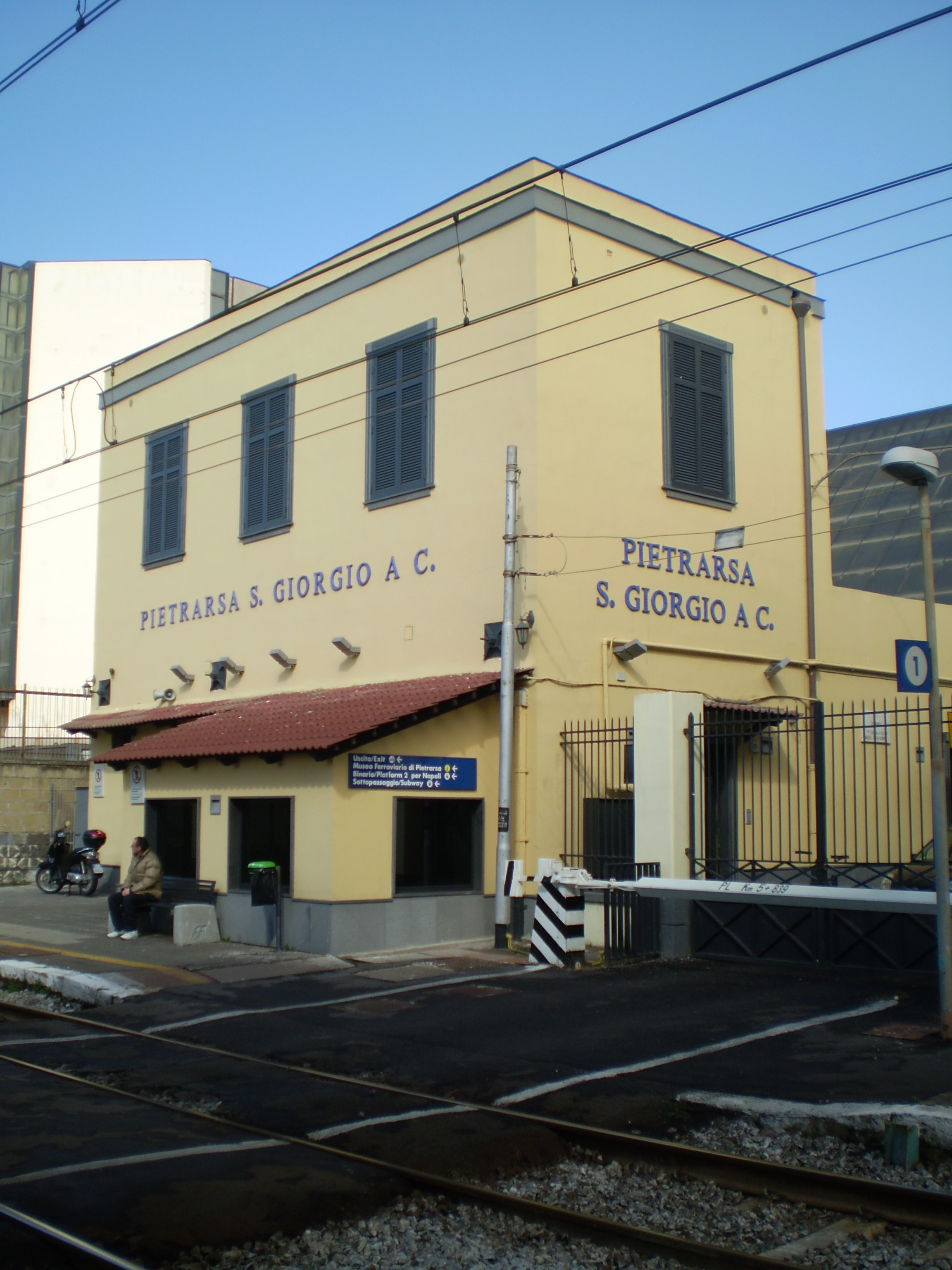
Stazione ferroviaria di Pietrarsa – San Giorgio a Cremano

San Giorgio a Cremano è attraversata da una importante autostrada: la A3 Napoli-Salerno.
San Giorgio a Cremano dispone di tre impianti ferroviari: La stazione di San Giorgio a Cremano e la fermata di San Giorgio Cavalli di Bronzo sorgono lungo la ferrovia Torre Annunziata-Sorrento e la ferrovia Napoli-Pompei-Poggiomarino, servita da treni regionali EAV; la prima di queste due è inoltre capolinea della Ferrovia Botteghelle-San Giorgio a Cremano, sempre parte della rete EAV. Inoltre, è collegata con il centro di Napoli e Salerno grazie alla stazione di Pietrarsa-San Giorgio a Cremano servita da Trenitalia.

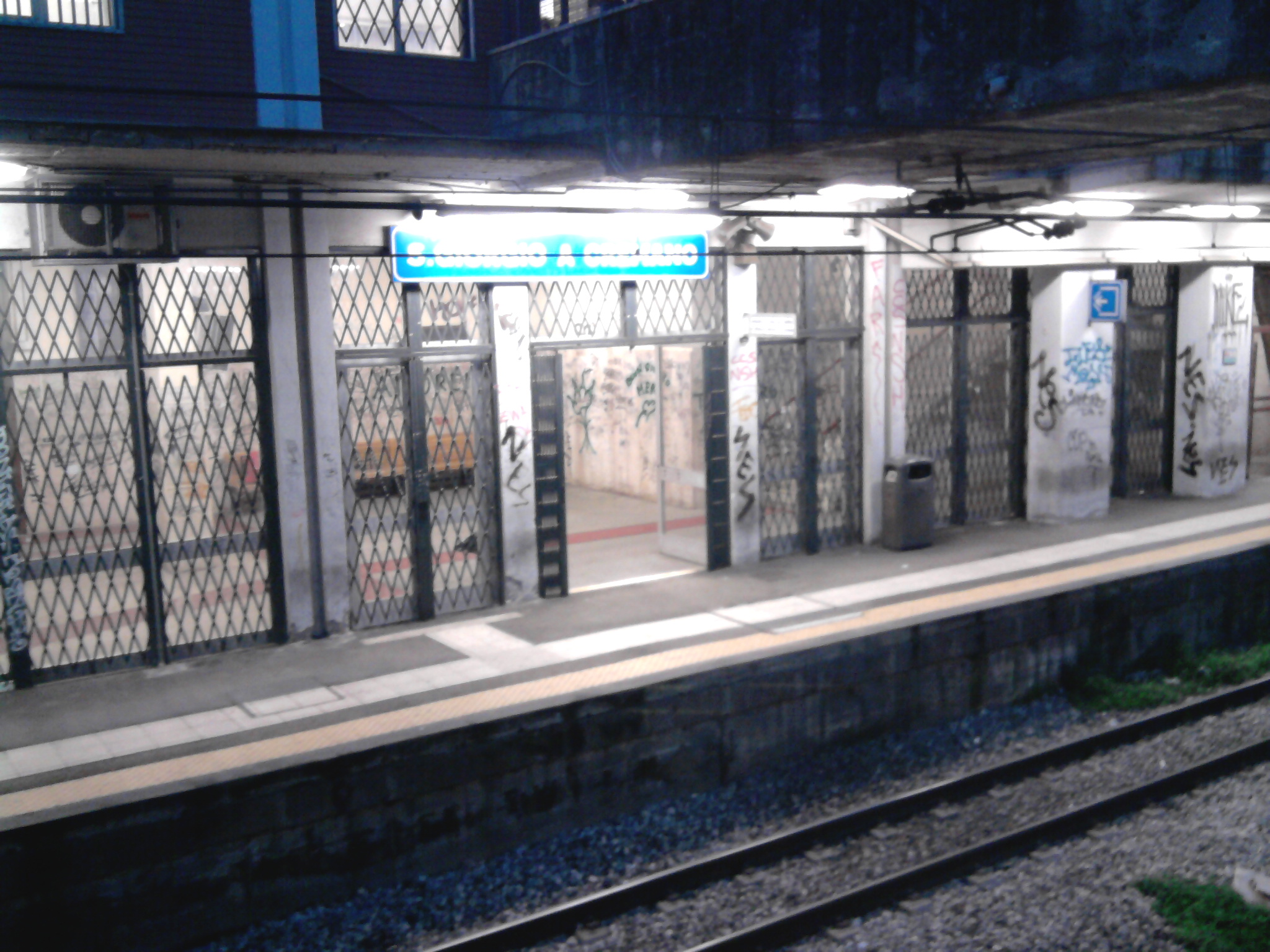
Stazione di San Giorgio a Cremano (Circumvesuviana)

Fra il 1879 e il 1958 la città era inoltre collegata a Napoli mediante la Tranvia Napoli-Portici-Torre del Greco, che attraversava l'area del miglio d'Oro in posizione più centrale rispetto alle due ferrovie; una diramazione per San Giorgio a Cremano si distaccava all'altezza della stazione di Pietrarsa-San Giorgio a Cremano seguendo via Benedetto Croce. Successivamente, rimase attiva solo una diramazione proveniente da Barra. Il capolinea sorgeva nell'allora piazza Garibaldi, poi piazza Massimo Troisi, nei pressi della stazione di San Giorgio a Cremano della Circumvesuviana. Dopo il 1958, anno della soppressione della tratta tramviaria di San Giorgio a Cremano, il capolinea fu arretrato ai Borrelli, tra via Botteghelle e via Gramsci.

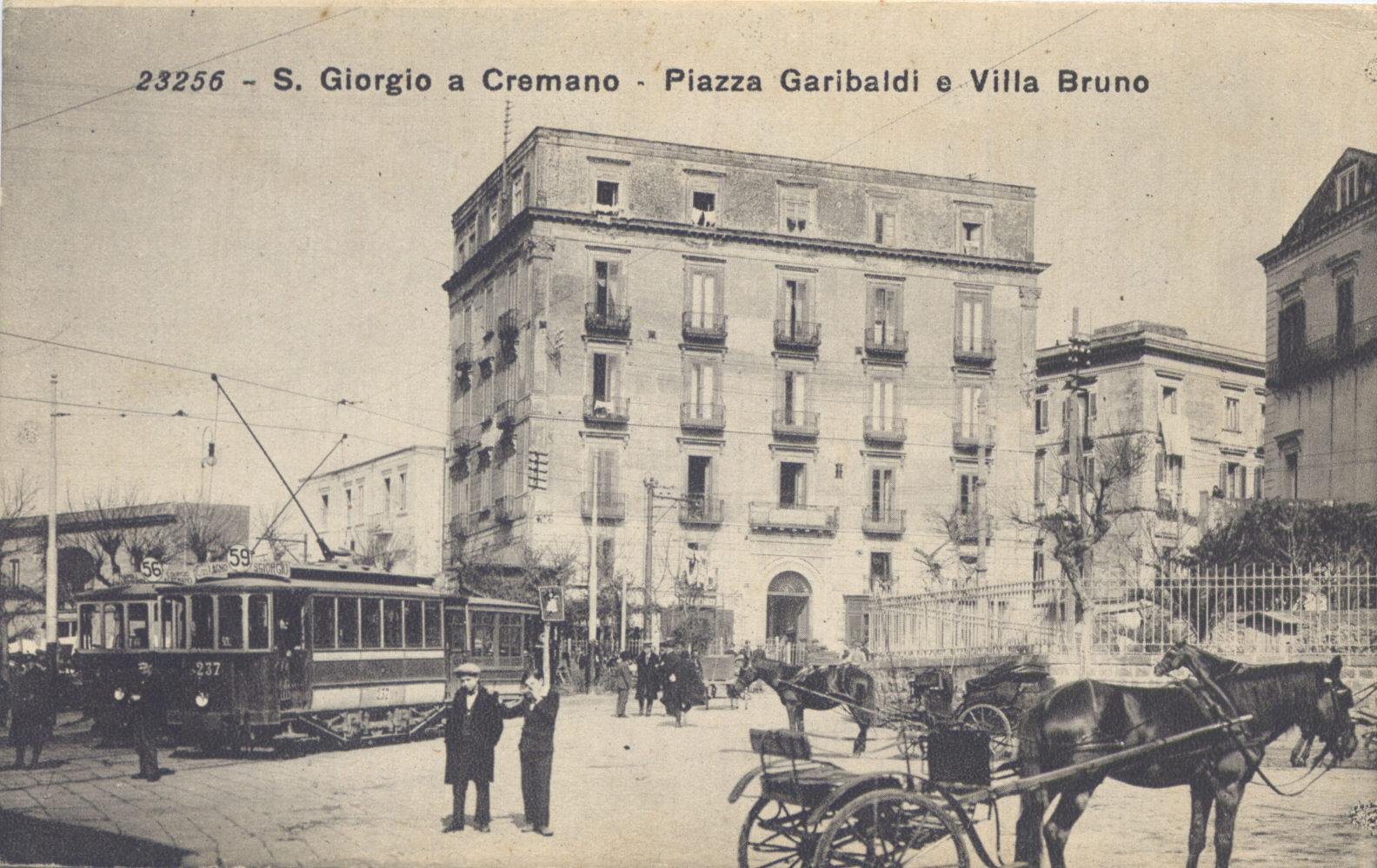
Piazza Garibaldi con Villa Bruno sullo sfondo

## Amministrazione
| Periodo          | Periodo          | Primo cittadino     | Partito | Carica      | Note |
| ---------------- | ---------------- | ------------------- | ------- | ----------- | ---- |
| 7 dicembre 1993  | 30 novembre 1997 | Aldo Vella          | PDS     | Sindaco     |      |
| 30 novembre 1997 | 28 maggio 2007   | Ferdinando Riccardi | PPI DL  | Sindaco     |      |
| 27 maggio 2007   | 24 febbraio 2015 | Domenico Giorgiano  | PD      | Sindaco     |      |
| 24 febbraio 2015 | 1º maggio 2015   | Giacomo Barbato     |         | Commissario |      |
| 1º giugno 2015   | 21 luglio 2025   | Giorgio Zinno       | PD      | Sindaco     |      |
| 22 luglio 2025   | in carica        | Franca Fico         |         | Commissario |      |

## Progetto "La Città dei Bambini e delle Bambine"

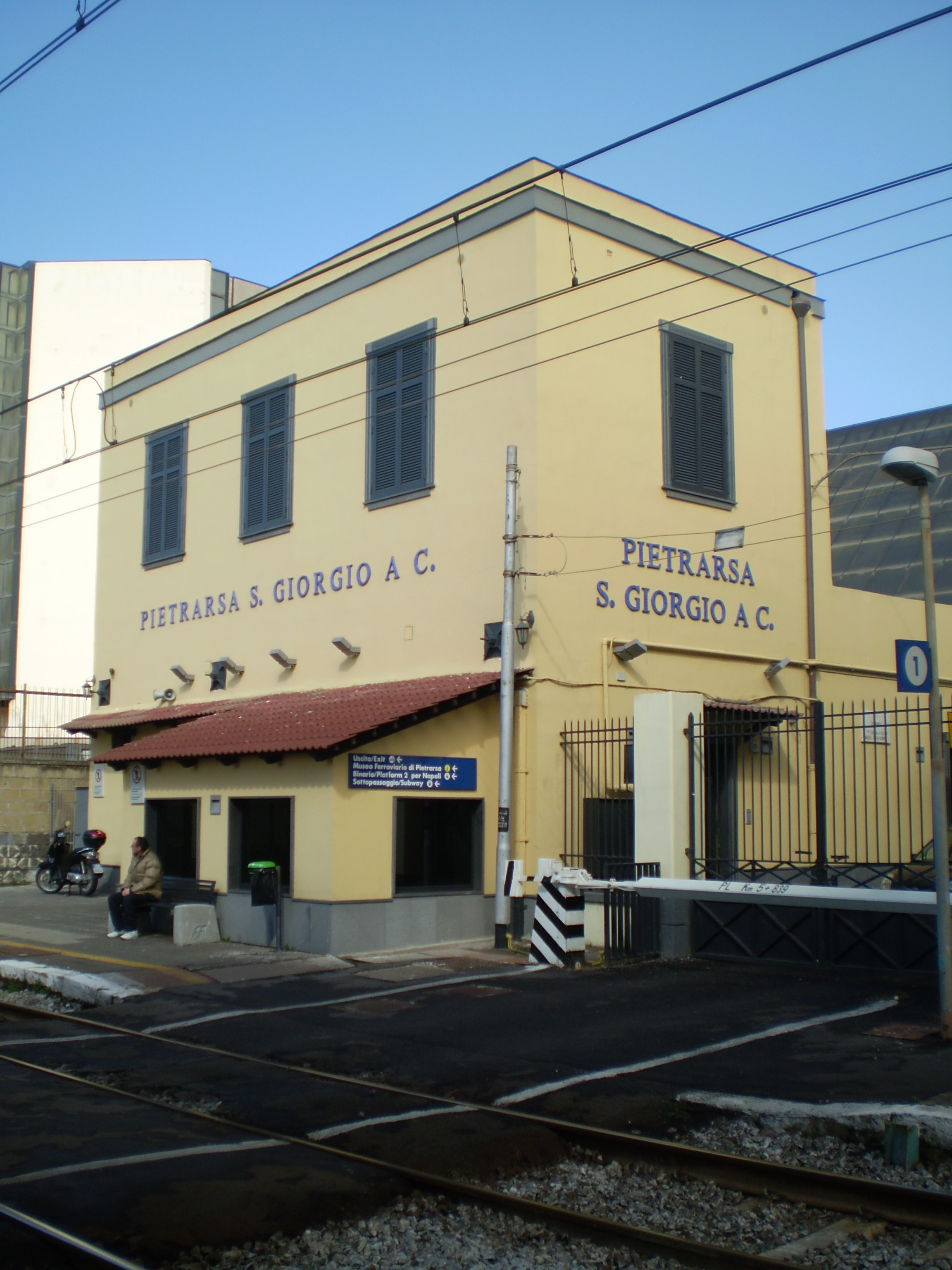
Stazione di Pietrarsa, San Giorgio a Cremano

San Giorgio a Cremano è tra i comuni pionieri in Italia ad aver adottato, sin dagli anni '90, il progetto internazionale La Città dei Bambini e delle Bambine, ideato dal pedagogista Francesco Tonucci. Il progetto mira a promuovere la partecipazione attiva dei bambini alla vita pubblica, ispirandosi alla Convenzione ONU sui Diritti dell'Infanzia e dell'Adolescenza.
Il comune ospita il Laboratorio Regionale Città dei Bambini e delle Bambine, con sede a Villa Falanga, che coordina iniziative come il Consiglio dei Bambini, la Progettazione partecipata, A scuola ci andiamo da soli e il Giorno del Gioco. Quest'ultimo è un evento annuale che coinvolge migliaia di bambini e ha ispirato numerose città italiane a replicare l'iniziativa.
Nel 2025, il comune ha firmato un protocollo d'intesa con Castellammare di Stabia, estendendo la rete del progetto ad altri comuni vesuviani, tra cui Portici e Torre Annunziata, creando una rete di 22 comuni impegnati in attività educative e sociali a misura di bambino.

Il progetto è coordinato a livello internazionale dall'Istituto di Scienze e Tecnologie della Cognizione del Consiglio Nazionale delle Ricerche (CNR) e coinvolge circa 200 città in 15 paesi nel mondo.

Murales di Massimo Troisi, Stazione di San Giorgio a Cremano

## Sport
La squadra di calcio di San Giorgio a Cremano ha vissuto come sua massima espressione la stagione in Serie D. 2021/2022. Dopo la sua rifondazione il calcio a San Giorgio riparte dalla promozione 2024/2025 girone B Lo stadio comunale "Raffaele Paudice" si trova nei pressi della stazione della cirumvesuviana; campo dove gioca anche lo Sporting San Giorgio.
Sul territorio sono inoltre presenti 3 compagini sportive di pallacanestro: l'A.S.D.Athletic System San Giorgio, capofila del basket sangiorgese nata da Francesco Casolaro, affiliata dal 1998 alla Federazione italiana Pallacanestro, militante nel campionato di Serie D. Le partite vengono giocate al Palaveliero struttura polisportiva comunale.
Il Diamond Basket San Giorgio, dal 2013 militante nel campionato di promozione e Uisp.
Il DEP San Giorgio", nata nel 2015, dallo stesso fondatore del Diamond, Giorgio Cozzolino, militante nel campionato Uisp campano e vincitrice, nell'anno della sua fondazione, della "Coppa Italia Campania", grazie alla quale si qualifica per le finali nazionali di Montecatini terme, dove perde la semifinale contro i padroni di casa ma vince la finale per il terzo posto contro Alghero.

## Gemellaggi
San Giorgio a Cremano è gemellata con:
- Procida, Italia – Gemellaggio culturale avviato nel 2021, volto a promuovere iniziative artistiche e turistiche tra le due città, legate dalla figura di Massimo Troisi e dalla comune storia borbonica.[18]

- Somma Vesuviana, Italia – Gemellaggio istituito nel 2018 nell'ambito dell'iniziativa "Una città a misura di bambino", per promuovere il diritto al gioco e la partecipazione dei bambini alla vita cittadina.[19]